# نظير عياد
نظير عياد (20 يناير 1974 -) هو مفتي الديار المصرية منذ 12 أغسطس 2024، خلفاً للدكتور شوقي علام. وعين منذ أغسطس 2024، وهو أحد أبرز علماء الأزهر الشريف، تولى مناصب علمية رفيعة أبرزها الأمين العام لمجمع البحوث الإسلامية، ويُعد من الرموز البارزة في تجديد الفكر الإسلامي، حيث تميز بخطابه المتوازن وإسهاماته المؤثرة في نشر الوسطية ومواجهة التطرف، وله أكثر من ثلاثين مؤلفًا في العقيدة والفلسفة والتصوف.

## حياته ونشأته
نظير محمد محمد النظير عياد ولد في قرية إبشان التابعة لمركز بيلا في كفر الشيخ سنة 1974م، حصل على ليسانس أصول الدين في العقيدة والفلسفة في مايو عام 1995 من كلية أصول الدين بطنطا  – جامعة الأزهر، ثم تابع دراسته ليحصل على الماجستير في أصول الدين تخصص العقيدة والفلسفة عام 2000، ثم الدكتوراة بمرتبة الشرف الأولى عام 2003.

## منصب الإفتاء
في 11 أغسطس 2024، أصدر الرئيس عبد الفتاح السيسي قراراً بتعيين الدكتور نظير محمد عياد مفتياً للجمهورية خلفاً للدكتور شوقي علام، بناء على ترشيح شيخ الأزهر الدكتور أحمد الطيب.

## المؤهـلات العلمية
- ليسانس أصول الدين في العقيدة والفلسفة 1995م - كلية أصول الدين بطنطا  – جامعة الأزهر.[9]
- تمهيدي ماجستير في أصول الدين (تخصص العقيدة والفلسفة) – كلية أصول الدين بالمنصورة - جامعة الأزهر 1998م.[10]
- درجة التخصص (الماجستير) في أصول الدين تخصص العقيدة والفلسفة في دراسة بعنوان "النفس وقواها عند فلاسفة الإسلام في المغرب ومدي التأثر بالفكر اليوناني" بتقدير عام ممتاز – جامعة الأزهر 2000م.[10]
- درجة العالمية (الدكتوراه) في أصول الدين تخصص العقيدة والفلسفة في دراسة بعنوان "إنكار الغيب وخطره على الفكر الإنساني" بتقدير مرتبة الشرف الأولى جامعة الأزهر 2003م.[11]

## الخــــــبرات الوظيفيـــــــة
- مفتي الديار المصرية منذ 12 أغسطس 2024م.[12]
- رئيس الأمانة العامة لدور وهيئات الإفتاء في العالم منذ 12 أغسطس 2024م.[10]
- أستاذ العقيدة والفلسفة - كلية أصول الدين بالقاهرة 2025م.
- أمين عام مجمع البحوث الإسلامية بالأزهر الشريف منذ 5 مايو 2019م حتى 12 أغسطس 2024م.[13]
- رئيس قسم العقيدة والفلسفة – كلية الدراسات الإسلامية والعربية للبنات بالقاهرة فرع كفر الشيخ 2013م.[14]
- أستاذ العقيدة والفلسفة – كلية الدراسات الإسلامية والعربية للبنات بالقاهرة فرع كفر الشيخ 2016م.[15]
- وكيل كلية الدراسات الإسلامية والعربية جامعة الأزهر بالقاهرة فرع كفر الشيخ 2016م.
- أستاذ مساعد قسم العقيدة والفلسفة – كلية أصول الدين بالمنصورة – جامعة الأزهر 2009م.[16]

## الخبرات المهنية
- رئيس تحرير مجلة دار الإفتاء من أغسطس 2024م.[17]
- عضو مجلس مجمع البحوث الإسلامية (بصفته) منذ مايو 2019م وحتى 20 أغسطس 2022م، وصدر قرار رئيس مجلس الوزراء رقم (2936) لسنة 2022م بعضوية مجمع البحوث الإسلامية (بذاته).[15]
- عضو المجلس الأعلى للأزهر الشريف منذ مايو 2019م.[18]
- عضو مجلس إدارة جريدة صوت الأزهر منذ مايو 2019م.[14]
- عضو مجلس إدارة الجامع الأزهر منذ 10 أكتوبر 2019م.[14]
- عضو مجلس إدارة المنظمة العالمية لخريجي الأزهر منذ مايو 2019م.
- عضو اللجنة العليا للوظائف القيادية بالأزهر الشريف منذ مايو 2019م وحتى أغسطس 2024م.[14]
- رئيس تحرير مجلة الأزهر الشهرية منذ 15/4/2020م.[19]
- المشرف العام على مركز الأزهر العالمي للرصد والفتوى الإلكترونية منذ 17/5/2020م.
- عضو مجلس إدارة مركز الإمام الماتريدي بجمهورية أوزباكستان منذ عام 2020م.
- عضو مجلس إدارة مركز الإمام البخـــاري بجمهورية أوزباكستان منذ عام 2020م.
- المشرف العام على جناح الأزهر الشريف بمعرض القاهرة الدولي للكتاب منذ الدورة رقم (51) خلال عام 2020م وحتى 2024م.
- عضو مجلس جامعة الأزهر منذ 20 ديسمبر 2020م.
- مؤسس ونائب رئيس مجلس إدارة مركز الازهر العالمي للفلك الشرعي وعلوم الفضاء بمجمع البحوث الإسلامية يوليو 2021م.
- عضو مجلس أمناء الوافدين بالأزهر الشريف منذ 2 يناير 2022م.
- مؤسس وعضو اللجنة العليا ورئيس اللجنة التنفيذية لوحدة بناء الإنسان المصري بالأزهر الشريف يونيو 2022م.
- عضو مجلس أمناء المركز المسيحي الإسلامي للتفاهم والتنمية.
- عضو مجلس أمناء مركز الإمام الأشعري بالأزهر الشريف.
- عضو مجلس أمناء كلية العلوم الإسلامية بجامعة الأزهر.
- عضو الأمانة العامة لمؤتمر زعماء الأديان العالمية والتقليدية بجمهورية كازاخستان.

## الخــــــبرات العلميـــــــة
- عضو لجنة توصيف المقررات الدراسية ومراجعتها عن قطاع أصول الدين منذ عام 2014م.
- عضو مجلس قسم العقيدة والفلسفة بكلية أصول الدين جامعة الأزهر فرع المنصورة منذ 4 نوفمبر 2009م.
- مسؤول الخريطة الدراسية بقسم العقيدة والفلسفة بكلية الدراسات الإسلامية والعربية بالقاهرة فرع كفر الشيخ 2011- 2012م.
- كتابة المقالات الافتتاحية لمجلة الأزهر والتقديم والتصدير لهدايا المجلة منذ عام مايو 2020م وحتى تاريخه.
- الإشراف والمراجعة والتقديم لإصدارات السلسلة العلمية لمجمع البحوث الإسلامية منذ مايو 2019م وحتى أغسطس 2024م.
- الإشراف العام على لجان تقييم مبعوثي الأزهر إلى دول العالم منذ مايو 2019م وحتى أغسطس 2024م.
- المشاركة بالحضور وإلقاء كلمة وتقديم الأوراق العلمية وترأس اللجان خلال العديد من المؤتمرات العلمية المحلية والإقليمية والدولية.
- المشرف العام على لجان الفتوى بالأزهر الشريف منذ مايو 2019م حتى أغسطس 2024م.

## الخــــــــبرات التدريســـــــــية
- التدريس في جامعة الأزهر وجامعة الطائف بالمملكة العربية السعودية والجامعة الأسمرية بليبيا، وذلك في المرحلة الجامعية الأولى والدراسات العليا والإشراف العلمي على رسائل الماجستير والدكتوراه والتي بلغت قرابة (120) رسالة علمية إشرافًا ومناقشة.

- التدريس في الكليات التالية:

1. كلية أصول الدين والدعوة بالمنصورة.
2. كلية التربية بتفهنا الأشراف.
3. كلية الدراسات الإنسانية بنات بتفهنا الأشراف.
4. كلية الدراسات الإسلامية والعربية بدمياط.
5. كلية الدراسات الإسلامية في مدينة البيضاء فرع الجامعة الأسمرية بليبيا.
6. كلية الفكر للدراسات الإسلامية في بنغازي بليبيا.
7. كلية الدراسات الإسلامية والعربية ببور سعيد.
8. كلية الدراسات الإسلامية والعربية بدسوق.
9. كلية الدراسات الإسلامية والعربية بكفر الشيخ.
10. كلية الدراسات الإسلامية والعربية بنات بالمنصورة.
11. كلية الشريعة والقانون بتفهنا الأشراف.
12. كلية الشريعة والأنظمة جامعة الطائف في السعودية.

## الأبحاث والمؤلفات العلمية
- أصل الفلسفة ونشأة التفلسف.
- مسكويه وفلسفته الخلقية دراسة تحليلية.
- دور النظر العقلي في بناء عقيدة المسلم.
- الوجود الذهني بين المتكلمين والفلاسفة وتجلياته في العصر الحديث.
- فلسفة الفارابي بين الأصالة والتقليد.
- قضية الإيمان والكفر عند الإمام الغزالي دراسة نقدية بالاشتراك.
- مشكلـة الجوهر عند فلاسفة الإنجليز "جون لوك أنموذجًا ".
- القيم الدينية وثقافة العولمة.
- نظرية السعادة عند موسى بن ميمون من خلال كتابه دلالة الحائرين.
- إشكالية التأويل عند ابن رشد دراسة تحليلية.
- نحو منهج جديد في العلوم الإسلامية - علم العقيدة بين الواقع والمأمول.
- المعرفة في التصور الإسلامي.
- علم الكلام بين الثبات وضرورة التغيير.
- "المراكز البحثية ضرورتها وأهميتها".
- "المنزلة بين المنزلتين عند القاضي عبد الجبار، ورد أهل السنة عليه".
- "أثر نتاج المستشرقين على الفكر الإسلامي".
- "الثقافة الإسلامية وعلاقتها بالثقافات الأخرى".
- دور السنة النبوية في المحافظة على المال.
- "التأويل بين المتكلمين والفلاسفة".
- "النزعة الإلحادية في النظريات العلمية والمذاهب الفلسفية رؤية نقدية البراجماتية أنموذجًا".
- "قضية الصفات الإلهية بين النافين والمثبتين".
- إنكار الغيب وخطره على الفكر الإنساني.
- مدخل نقدي لعلم الكلام.
- دراسات كلامية جـ 1.
- دراسات كلامية جـ 2.
- دراسات في العقيدة الإسلامية.
- العقيدة الإسلامية وأثرها في السلوك.
- براءة الأشعريين من عقائد المخالفين دراسة وتعليق بالاشتراك.
- كتاب المعارف شرح الصحائف الإلهية لشمس الدين محمد أحمد السمرقندي، دراسة وتحقيق بالاشتراك.
- البداية من الكفاية في أصول الهداية لنور الدين الصابوني دراسة وتحقيق بالاشتراك.
- المسائل الخمسون في أصول الدين للإمام الرازي دراسة وتحقيق بالاشتراك.
- الكفاية في الهداية للإمام نور الدين الصابوني أحمد بن محمود بن أبي بكر المتوفى 580 هـ دراسة وتحقيق بالاشتراك.
- شبهات المستشرقين حول قضايا المرأة عرض ونقد.
- قضية أفعال العباد عند المتكلمين رؤية نقدية.
- التوليد عند المتكلمين ومكانة الفعل الإنساني منه.
- "النفس الإنسانية وقواها عند فلاسفة الإسلام في المغرب"
- محاضرات في مادة العقيدة وفلسفة العلم.
- المدخل إلى الفلسفة.
- مقدمة في علم الأخلاق.
- قراءات في الفلسفة الأوربية في العصور الوسطى.
- محاضرات في المنطق القديم جـ 1.
- محاضرات في المنطق القديم جـ 2.
- الفلسفة الإسلامية في المشرق.
- دراسات في الفلسفة الحديثة بالاشتراك.
- خلاصة المنطق الحديث بالاشتراك.
- الفلسفة الإسلامية في المغرب.
- مختارات من النصوص الفلسفية.
- الفلسفة الإسلامية في المغرب.
- محاضرات في الفرق الإسلامية.
- النزعة الإلحادية في النظريات العلمية والمذاهب الفلسفية رؤية نقدية.
- شبهات الملاحدة حول قضايا العقيدة عرض ونقد.
- في التيارات الفكرية والمذاهب المادية بالاشتراك.
- في التصوف الإسلامي – قضايا ومناقشات.
- دراسات في التصوف والصوفية.
- التصوف الإسلامي وصلته بنظرية المصادر الخارجية.
- القصة في القرآن الكريم.
- قطوف من الهدي النبوي.
- الزواج بين العرفي والشرعي بالاشتراك

## الهيئـــــات والجمعيــــات واللجــــــان
- عضو مجلس كلية الدراسات الإسلامية والعربية للبنات بكفر الشيخ منذ عام 2019م.
- عضو مجلس كلية الدراسات الإسلامية والعربية للبنات بالقاهرة منذ عام 2019م.
- عضو مجلس إدارة مجلة كلية الدراسات الإسلامية والعربية جامعة الأزهر بكفر الشيخ منذ عام 2016م.
- عضو مجلس إدارة مجلة كلية الدراسات الإسلامية والعربية جامعة الأزهر بدمنهور منذ عام 2017م.
- عضو محكم في مجلة العلوم الإنسانية والتربوية بجامعة الإمام عبد الرحمن بن فيصل بالمملكة العربية السعودية منذ عام 2022م.
- عضو مجلس إدارة مجلة كلية العلوم الإسلامية للطلاب الوافدين جامعة الأزهر بالقاهرة منذ عام 2020م.
- عضو لجنة تقييم المتقدمين للوظائف القيادية بالأزهر الشريف منذ 23 مايو 2019م.
- عضو اللجنة العليا للهيكل التنظيمي للأزهر الشريف منذ 28 مايو 2019م.
- عضو لجنة شئون الطلاب الوافدين بالأزهر الشريف منذ مايو 2019م.
- عضو لجنة الإيفاد بالأزهر الشريف منذ مايو 2019م حتى أغسطس 2024م.
- عضو لجنة المعاهد الأزهرية بالخارج منذ مايو 2019م حتى أغسطس 2024م.
- عضو اللجنة الدائمة والمشرف العام على تنسيق مشاركة الأزهر الشريف في المعارض المحلية والدولية منذ مايو 2019م حتى أغسطس 2024م.
- رئيس لجنة التنسيق مع وزارة الأوقاف والكنيسة لتنظيم حملات توعوية دينية بالمساجد والكنائس ووسائل الإعلام لتوضيح تعارض الإرهاب مع صحيح الأديان وتوضيح موقف مصر ودورها في محاربة الإرهاب من أجل السلم والأمن الدوليين – 18 يوليو 2019م.
- عضو لجنة نظام اختبارات الطلاب الوافدين المتقدمين للالتحاق بمعاهد البعوث الإسلامية وجامعة الأزهر منذ 2 سبتمبر 2019م.
- عضو اللجنة العليا للإشراف على مشروع مشاركة الأزهر في الاستراتيجية الوطنية لمكافحة الفساد 2019-2022م- منذ 15 سبتمبر 2019م.
- عضو لجنة وضع دليل للسياسة العامة لتأهيل وتدريب العاملين بقطاعات الأزهر منذ 20 أكتوبر 2019م.
- عضو لجنة الأوقاف بالأزهر الشريف منذ 6 يناير 2020م.
- عضو لجنة التعاون المشترك بين الأزهر الشريف ووزارة الأوقاف والشؤون الدينية بسلطنة عمان منذ 8 يناير 2020م
- عضو لجنة إدارة الأزمات بالأزهر الشريف منذ 10 مارس 2020م.
- عضو اللجنة العليا للإشراف على أعمال وحدة لم الشمل بالأزهر الشريف – 8 أبريل 2020م.
- عضو لجنة الوظائف الإشرافية منذ 14 مايو 2020م.
- عضو اللجنة العليا ورئيس اللجنة التنفيذية لمشروع رقمنة منظومة البعوث الإسلامية بالتعاون مع وزارة الاتصالات وتكنولوجيا المعلومات 10 أغسطس 2020م.
- ممثل الأزهر في لجنة تحديد الإجراءات اللازمة لتطبيق السياسات المقترحة لإحياء منظومة القيم الأصيلة للمجتمع المصري ومواجهة القيم الدخيلة عليه، والمشكلة بقرار دولة أ.د. رئيس مجلس الوزراء رقم (749) لسنة 2020م.
- عضو لجنة دراسة مقترح أفريقيا في قلب الأزهر 2063" – 8 أغسطس 2020م.
- عضو لجنة فحص الطلبات المقدمة لعضوية مجمع البحوث الإسلامية، والتحقق من شروط العضوية – 14 نوفمبر 2020م
- عضو لجنة وضع ضوابط قبول الطلاب الوافدين للدراسة بالأزهر الشريف وجامعته – 28 سبتمبر 2020م.
- عضو لجنة الخطط الدراسية لقطاعات (أصول الدين – اللغة العربية – الشريعة والقانون) والشعب المناظرة لها، ومنسق قسم العقيدة والفلسفة منذ 26 يوليو 2020م.
- عضو لجنة الخطة البحثية لقطاع أصول الدين في جامعة الازهر منذ عام 2018م .
- عضو اللجنة العليا للإشراف على الفتوى بالأزهر الشريف منذ 11 نوفمبر 2020م.
- عضو لجنة مراجعة قانون التخطيط السكاني 21 نوفمبر 2020م.
- عضو لجنة تكريم العلماء والباحثين بالأزهر الشريف وجامعته منذ 26 نوفمبر 2020م.
- عضو لجنة مراجعة المقررات الدراسية بقسم الدراسات الإسلامية بكلية اللغات والترجمة منذ 20 ديسمبر 2020م.
- عضو اللجنة الإشرافية لبرنامج التوعية الأسرية والمجتمعية بمركز الأزهر العالمي للرصد والفتوى الإلكترونية منذ ديسمبر 2020م.
- رئيس اللجنة التنفيذية لمؤتمر: (إسهامات الفارابي – المعلم الثاني- في إثراء الحضارة الإنسانية) – 5 يناير 2021م.
- عضو لجنة إعداد مقترح مجلة مجلس مجمع البحوث الإسلامية – 3 فبراير 2021م.
- رئيس لجنة الحقائب التدريبية لطلاب وأعضاء هيئة التدريس بدول شرق أفريقيا – 7 مارس 2021م.
- عضو لجنة مراجعة اللائحة المنظمة لأسس تطوير الدراسات العليا بجامعة الازهر – 9 مارس 2021م.
- عضو لجنة دراسة مشروع مدرسة مواهب وقدرات للتدريب والتعليم المستمر للطلاب الوافدين بالأزهر الشريف – 21 أبريل 2021م.
- عضو لجنة دراسة قواعد تشكيل ونظام العمل باللجان العلمية لترقية الأساتذة بجامعة الازهر 7 يونيو 2021م.
- عضو لجنة دراسة مشروع إنشاء معاهد أزهرية للغات (المعاهد التجريبية) – 13 يونيو 2021م
- عضو لجنة دراسة مشروع إنشاء: "صندوق مصر الإنمائي للوافدين" – 7 يوليو 2021م.
- عضو لجنة دراسة مشروع إنشاء: "مركز للفتوى الإلكترونية في أوربا" – 15 يوليو 2021م.
- رئيس لجنة تقييم برنامج الأسرة المصرية وملامح التنمية – 19 يوليو 2021م.
- عضو لجنة دراسة مشروع: "الرعاية الطبية للطلاب الوافدين بمرحلة الدراسات العليا بجامعة الأزهر" – 4 أغسطس 2021م.
- عضو لجنة الإشراف على توزيع مصحف الأزهر الشريف منذ 18 أغسطس 2021م.
- عضو لجنة تقييم المقررات الدراسية لقسم العقيدة والفلسفة بجامعة الأزهر منذ 26 سبتمبر 2021م.
- رئيس لجنة تقييم مشروع دورة منهج التعامل مع قضايا المرأة المعاصرة – 12 أكتوبر 2021م.
- رئيس لجنة تقييم مشروع الموسوعة الإسلامية ونشرها بعدة لغات أجنبية – 4 نوفمبر 2021م.
- عضو لجنة مقابلة المتقدمين من أعضاء هيئة التدريس للعمل بلجان الفتوى – 15 نوفمبر 2021م.
- عضو لجنة مراجعة مشروع قانون الصكوك السيادية – 26 ديسمبر 2021م.
- عضو لجنة دراسة مقترح مشروع المواصفة المصرية القياسية الخاصة بالاشتراطات العامة للمنتجات الغذائية "حلال" طبقًا لأحكام الشريعة الإسلامية والمقدم من الهيئة المصرية العامة للمواصفات والجودة – 28 ديسمبر 2021م.
- عضو اللجنة الدائمة للملتقى الفقهي بالأزهر الشريف منذ 1 فبراير 2022م.
- عضو اللجنة العليا للإشراف على الصالون الثقافي والفكري بالأزهر الشريف منذ 24 فبراير 2022م.
- عضو اللجنة العليا للإشراف على إعداد الخطة والاستراتيجية ودليل السياسات بالأزهر الشريف – 11 مايو 2022م.
- عضو اللجنة العليا لمسابقة الأزهر العالمية للبحوث التابعة لهيئة كبار العلماء.

## المؤتمرات والمنتديات العلمية والندوات التثقيفية
- مؤتمر تطوير التعليم بجامعة الأزهر والمنعقد بقاعة الإمام محمد عبده بجامعة الأزهر كلية أصول الدين بالقاهرة يوم الثلاثاء الموافق 15/7/2008م.
- المؤتمر الدولي: "الدين والعولمة"، والمشاركة ببحث بعنوان: "القيم الدينية وثقافة العولمة." الجزائر 2012م.
- مؤتمر الشخصية المصرية في الموروث الحضاري والشعبي، والمشاركة ببحث بعنوان: "المعتقدات الدينية لدى المصريين القدماء بين الموروث البشري والوحي الإلهي." جامعة قناة السويس 2014 م.
- الندوة العلمية السادسة عشر: "التربية وتجديد الحطاب الديني" والمشاركة ببحث: "علم الكلام بين الثبات وضرورة التغيير"- كلية التربية جامعة كفر الشيخ 2015م.
- ممثل فضيلة الإمام الأكبر شيخ الأزهر بالمؤتمر الثلاثين للمجلس الأعلى للشئون الإسلامية بالقاهرة تحت عنوان: (فقه بناء الدول ... رؤية عصرية)، وإلقاء كلمة نيابةً عن فضيلته، سبتمبر 2019م.
- ممثل الأزهر الشريف في مؤتمر: (ختان الإناث وزواج الأطفال) بدولة السنغال في الفترة من 16-18 يونيو 2019م.
- ممثل الأزهر الشريف في الدورة الأربعين لملتقى: (رميني للصداقة بين الشعوب) بدولة إيطاليا في الفترة من 17-20 أغسطس 2019م.
- ممثل الأزهر الشريف في الدورة الثامنة عشر للأمانة العامة لمؤتمر زعماء الأديان العالمية والتقليدية بدولة كازاخستان من 17-19 سبتمبر 2019م.
- ممثل الأزهر في الاجتماع التنسيقي برئاسة مجلس الوزراء لدراسة التوصيات وإعداد خطة شاملة تتضمن رؤية واضحة لآلية نشر الأفكار الصحيحة والآثار السلبية المترتبة على انتشار الفكر المتطرف للعرض على السيد رئيس الجمهورية، السبت 26/10/2019م.
- مؤتمر قمة قادة الأديان بعنوان: "تعزيز كرامة الطفل في العالم الرقمي"، ١٤ و١٥ نوفمبر 2019م، بالمقر الرئيسي للأكاديمية البابوية للعلوم بالفاتيكان.
- ورشة عمل مشتركة بين الأزهر الشريف واللجنة الدولية للصليب الأحمر بالتنسيق مع اللجنة القومية للقانون الدولي الإنساني، بعنوان "حماية الكرامة الإنسانية في النزاعات المسلحة في إطار القانون الدولي الإنساني والفقه الإسلامي"، وإلقاء كلمة نيابة عن فضيلة الإمام الاكبر شيخ الأزهر يومي ٢٦-٢٧/١١/٢٠١٩م.
- ندوة وزارة الأوقاف والشؤون الإسلامية الإماراتية احتفالًا بالمولد النبوي الشريف للعام 1441هـ ممثلًا للأزهر الشريف وإلقاء كلمة بعنوان: (حريص عليكم).
- منتدى تكريم الأديان والرسالات السماوية من منظور وثيقة الأخوة الإنسانية. مدينة تورينو الإيطالية 16 ديسمبر 2019م.
- مؤتمر الأزهر العالمي للتجديد في الفكر الإسلامي بالقاهرة في الفترة من 27-28 يناير 2020م.
- ندوة المؤسسة الخيرية الملكية احتفالًا بمناسبة حصولها على جائزة أفضل مؤسسة خيرية عربية بمملكة البحرين 11-13 فبراير 2020م.
- ورشة عمل بعنوان: (من حرية العبادة إلى حرية المعتقد – تعزيز الشراكة بين الدول والمجتمع الدولي والمؤسسات الدينية). المركز الإيطالي 18/2/2020م.
- إلقاء البيان الختامي لمؤتمر: " الإمام أبو منصور الماتريدي والتعاليم الماتريدية: التاريخ والحاضر" العلمي الدولي من 3-5 مارس 2020م، بسمرقند - أوزباكستان.
- المشاركة عن بعد في مؤتمر: (الأديان من أجل الطبيعة) والمنعقد بدولة أيسلندا، وإلقاء كلمة نيابة عن فضيلة الإمام الأكبر شيخ الأزهر 5/10/2020م.
- ندوة بعنوان: (معًا في حب مصر) بمناسبة انتصارات حرب أكتوبر المجيدة، بقاعة مؤتمرات الأزهر بمدينة نصر، تنفيذًا لرسالة الأزهر الشريف في نشر قيم السلام والتعايش والتسامح بين أبناء الوطن يوم الأربعاء الموافق 7 أكتوبر 2020م.
- ندوة بعنوان: (الدين والوطن في قلب الأزهر)، بقاعة مؤتمرات الأزهر بمدينة نصر، يوم الأربعاء الموافق 4 نوفمبر 2020م.
- مؤتمر الأمانة العامة لمجمع البحوث الإسلامية بالتعاون مع سفارة كازاخستان بعنوان: (إسهامات الفارابي – المعلم الثاني – في إثراء الحضارة الإنسانية) يومي 15، 16 مارس 2021م.
- منتدى مجموعة العشرين لحوار الأديان بمدينة بولونيا بإيطاليا خلال من 12 سبتمبر وحتى 14 سبتمبر 2021م.
- اللقاء التاسع عشر لأمانة مؤتمر زعماء الأديان بجمهورية كازخستان خلال الفترة من 3 أكتوبر وحتى 7 أكتوبر 2021م.
- رئيس وفد الأزهر الشريف لدولة نيجيريا وعقد العديد من الندوات واللقاءات مع القيادات الدينية والسياسية خلال الفترة من 31 أكتوبر إلى 6 نوفمبر 2021م.
- مؤتمر المجلس الأعلى للشؤون الإسلامية بتاريخ 13 فبراير 2022م.
- ملتقى إدارة المؤسسات التراثية لعام 2022، والذي عقدته المنظمة العربية للتنمية الإدارية بالتعاون مع معهد المخطوطات العربية 7يونيو 2022م.
- زيارة رسمية إلى دولة كازخستان خلال الفترة من 12 إلى 16 سبتمبر 2022م؛ للمشاركة في المؤتمر السابع لزعماء الأديان، زيارة دار الكتب الكازاخية، والمشاركة في اجتماع مجلس أمناء الجامعة المصرية الكازاخية.
- زيارة رسمية إلى دولة جامبيا خلال الفترة من 20 وحتى 26سبتمبر 2022م؛ وذلك لافتتاح مركز تعليم اللغة العربية بجامبيا، وإلقاء خطبة الجمعة بقصر الرئاسة بجامبيا.
- المشاركة وإلقاء كلمة خلال مؤتمر «دور القادة الدينيين في الحفاظ على البيئة»، والذي نظمه المركز المسيحي الإسلامي للتفاهم والشراكة خلال الفترة من 29 إلى 30 مايو 2023م.
- الأمين العام ورئيس اللجنة التنفيذية لمؤتمر: "نهضة الحضارة الإسلامية في عهد الظاهر بيبرس " والذي عقدته الأمانة العامة لمجمع البحوث الإسلامية بالتعاون جامعة الازهر وسفارة كازاخستان بالقاهرة في 4 يونيو 2023م.
- المشاركة وإلقاء كلمة خلال في مؤتمر "حماية الثروة الحيوانية وسلامة الغذاء"، والذي نظمته المؤسسة المصرية العربية للاستثمار والابتكار والتنمية الصناعية في 22يونيو2023م.
- المشاركة في الملتقى البيئي العاشر لجامعة الأزهر والمعنون بـ: "من أجل المناخ.. إفريقيا في القلب" تحت شعار "بيئتنا حياتنا" وإلقاء كلمة بعنوان: الحفاظ على البيئة والمشاركة في مواجهة تحديات التغيرات المناخية فريضة حياتية ودينية في 22 من أغسطس 2023م.
- المشاركة وإلقاء كلمة في مؤتمر "الملوثات البيئية خطر يهدد الكوكب معًا لصون الطبيعة" والذي تعقده المؤسسة المصرية العربية للاستثمار والابتكار والتنمية الصناعية، وبمشاركة مجمع البحوث الإسلامية في الفترة 3-7 سبتمبر2023م.
- المشاركة وإلقاء كلمة خلال مؤتمر زعماء وقادة الأديان بكازاخستان في 12أكتوبر2023م.
- المشاركة في ختام فعاليات مبادرة كوكبنا فلنحافظ عليه بالتعاون بين المركز المسيحي الإسلامي في 18نوفبر2023م.
- المشاركة وإلقاء كلمة في المؤتمر الدولي التاسع لكلية التربية بنين بالقاهرة والذي عقد تحت عنوان: (التربية وبناء الإنسان في عالم متغير- رؤية أزهرية استشرافية) في 4ديسمبر2023م.
- المشاركة وإلقاء كلمة في مؤتمر «العلاقة بين فقه الشريعة وفقه الواقع»، والذي عقده مجمع دار النعيم للعلوم الشرعية بدولة نيجيريا – فيديو كونفرنس- في 2 يناير2024م.
- المشاركة وإلقاء كلمة في مؤتمر كلية اللغات والترجمة بجامعة الأزهر والمعنون بـ: «التكنولوجيا والترجمة وتعليم اللغات: آفاق وتحديات» 21 إبريل2024م.
- المشاركة وإلقاء كلمة في مؤتمر (الأديان وتربية النشء في ظلّ المتغيرات الأسرية المعاصرة) بالدوحة –قطر-. في 8 مايو2024م.
- المشاركة وإلقاء كلمة في مؤتمر "نور سلطان" بكازاخستان عبر فيديو كونفرانس؛ والمعنون بـ: "دور زعماء الأديان في تحقيق التنمية المستدامة في العالم". في 24 مايو2024م.
- المشاركة وإلقاء كلمة في مؤتمر «الابتكار المستدام في صناعة المنسوجات لإنقاذ الكوكب من أجل مستقبل صافي الانبعاث الصفري»، بتنظيم المركز العالمي للإبداع والابتكار البيئي وريادة الأعمال في 27 مايو2024م.
- إصدار «الدليل الديني للتوعية الأسرية» بالتعاون بين مجمع البحوث الإسلامية بالأزهر الشريف والمجلس القومي للسكان بوزارة الصحة، والكنيسة المصرية في 27 مايو2024م، وتدشين الدليل في 28 مايو 2024م.
- المشاركة في الملتقى الفقهي الخامس لمركز الأزهر العالمي للفتوى الإلكترونيَّة وإلقاء الكلمة الختامية في 29 مايو2024م.
- المشاركة في فعاليات مبادرة مجلس الشباب العربي للتنمية المتكاملة.. الشباب العربي حراس التاريخ والهُوية، تحت شعار: "القدس عربية"، المنعقدة بمقر الأمانة العامة لجامعة الدول العربية بالقاهرة، في الفترة من 12 - 14 أغسطس 2024م.
- المشاركة في مؤتمر "الإسلام دين السلام والخير" بأوزباكستان بتاريخ 15 أكتوبر 2024م.
- المشاركة في مؤتمر "دور التراث العلمي للإمام الترمذي للحضارة الإسلامية" بأوزبكستان بتاريخ 17 أكتوبر 2024م.
- المشاركة في أعمال الدَّورة التاسعة والعشرين لمؤتمر الأطراف في اتفاقية الأمم المتحدة الإطارية بشأن تغيُّر المناخ (COP29) بأذربيجان رفقة الإمام الأكبر شيخ الأزهر نوفمبر 2024م.
- عقد المؤتمر الدولي الرابع والثلاثين بعنوان "الفلسفة الإسلامية حاضرها ومستقبلها في العالم" بالتعاون بين دار الإفتاء المصرية والجمعية الفلسفية المصرية بتاريخ 7 ديسمبر 2024م.
- ترأَّس الجلسة الأولى لمؤتمر "تعليم الفتيات في المجتمعات المسلمة" بإسلام آباد بتاريخ: 11/1/2025م.
- المشاركة وإلقاء كلمة في مؤتمر الحوار الإسلامي - الإسلامي بمملكة البحرين بتاريخ 19-20/ 2/2025م.
- المشاركة وإلقاء كلمة في مؤتمر "المواطنة والهوية وقيم العيش المشترك" والذي نظمته جامعة محمد بن زايد للعلوم الإنسانية بالعاصمة الإماراتية أبو ظبي، بتاريخ: 15-16/4/2025م.

## مسيرته
ترقى فضيلة الدكتور عياد في التسلسل الأكاديمي حيث عمل كمعيد ثم مدرس مساعد ثم مدرس ثم أستاذ مساعد في كلية أصول الدين جامعة المنصورة، حتى انتقل منها إلى كلية الدراسات الإسلامية والعربية للبنات بكفرالشيخ فرع جامعة ليعمل كأستاذ مساعد بقسم العقيدة والفلسفة ثم حصل على الأستاذية عام 2016.
كما كان له العديد من المهام والأنشطة الأخرى، منها عضويته بالمنظمة العالمية لخريجي الأزهر، وعضويته باللجنة النقابية للعاملين بالبحث العلمي بالأزهر الشريف، وعضويته ببيت العائلة المصرية، وفريق حماية البيئة ومكافحة الإدمان بوزارة الشباب.
لم تشغله تلك الأنشطة عن الإسهامات العلمية فقد أثرى عياد المجلات العلمية بالكثير من المؤلفات التي تزيد عن ثلاثين مؤلفًا في تخصصات: علم الكلام، الفلسفة والمنطق، الفرق والمذاهب والأديان، التصوف، وبعض العلوم والفنون الأخرى.
كما حضر العديد من المؤتمرات والندوات العلمية داخل مصر وخارجها، كما قام بالتدريس في بعض الجامعات الخارجية، في ليبيا والسعودية وناقش وأشرف على ما يقرب من 35 رسالة ماجستير ودكتوراة.
وحصل فضيلة الدكتور عياد على عديد من الجوائز والشهادات في المجال العلمي داخل مصر وخارجها حيث تم تكريمه من قبل جامعة الأزهر وجامعة 6 أكتوبر، وجامعة الأسمرية بليبيا وجامعة الطائف بالسعودية والقنصلية المصرية بجدة.
شغل منصب أمين عام مجمع البحوث الإسلامية في الأزهر الشريف قبل تولية منصبه كمفتٍ للديار المصرية في 11 أغسطس 2024، خلفاً للدكتور شوقي علام.